# 中华人民共和国领海
中华人民共和国领海為中華人民共和國主權所及的海洋區域，由其領海基點向外延伸，范围根据1982年《联合国海洋法公约》和1992年《中华人民共和国领海及毗连区法》规定为12海里。中国政府于1958年首次发布《中华人民共和国政府关于领海的声明》，确定使用直线基线法划定领海基线。1996年，中国政府陆续公布了中国大陆及沿岸岛屿的97个领海基点的坐标。
中国领海面临与邻国的划界问题。中国与越南在北部湾的领海划界已达成协定。但与朝鲜以及东南亚国家如菲律宾、马来西亚和越南在南海的领海划界仍存在争议。
中国领海的范围和主权一直是中国的核心利益之一。外国船只进入中国领海需要经中国政府允许。中国军方会对非法进入领海的外国船只实施警告和驱离。美国海军船只多次擅自进入中国声称拥有主权的西沙群岛附近海域，引发中方警告和抗议。

## 当前领海主张

### 领海范围
根据《中华人民共和国领海及毗连区法》规定：
中华人民共和国领海的宽度从领海基线量起为十二海里。
中华人民共和国领海基线采用直线基线法划定，由各相邻基点之间的直线连线组成。

中华人民共和国领海的外部界限为一条其每一点与领海基线的最近点距离等于十二海里的线。
而中国大陆官方最早在1958年9月4日发布的《中华人民共和国政府关于领海的声明》确立领海基线的定义：
中国大陆及其沿海岛屿的领海以连接大陆岸上和沿海岸外缘岛屿上各基点之间的各直线为基线。
中国领海基点自1996年5月15日起由大陆官方陆续公布。
但目前为止最北的领海基点（山东高角1）以北到与朝鲜海上分界线以南，有众多的岛屿（如山东省烟台市庙岛群岛、辽宁省长山群岛），中国大陆官方未明确这些岛屿中是否有作为领海基点的部分。

### 与他国领海分界（无争议）

#### 与越南
根据《中华人民共和国和越南社会主义共和国关于两国在北部湾领海、专属经济区和大陆架的划界协定》，中国与越南在北部湾的分界线，以下列第1界点至第9界点顺次连成的分界线确定。
| 界点      | 纬度                     | 经度                      |
| --------- | ------------------------ | ------------------------- |
| 第 1 界点 | 北纬 21 度 28 分 12.5 秒 | 东经 108 度 06 分 04.3 秒 |
| 第 2 界点 | 北纬 21 度 28 分 01.7 秒 | 东经 108 度 06 分 01.6 秒 |
| 第 3 界点 | 北纬 21 度 27 分 50.1 秒 | 东经 108 度 05 分 57.7 秒 |
| 第 4 界点 | 北纬 21 度 27 分 39.5 秒 | 东经 108 度 05 分 51.5 秒 |
| 第 5 界点 | 北纬 21 度 27 分 28.2 秒 | 东经 108 度 05 分 39.9 秒 |
| 第 6 界点 | 北纬 21 度 27 分 23.1 秒 | 东经 108 度 05 分 38.8 秒 |
| 第 7 界点 | 北纬 21 度 27 分 08.2 秒 | 东经 108 度 05 分 43.7 秒 |
| 第 8 界点 | 北纬 2l 度 16 分 32 秒   | 东经 108 度 08 分 05 秒   |
| 第 9 界点 | 北纬 21 度 12 分 35 秒   | 东经 108 度 12 分 31 秒   |

### 与他国领海分界（有争议）

#### 与朝鲜
据称为中朝官方秘密签订、未对国际和两国民间公布生效的《中朝边界条约》划定了两国海上边界线：
缔约双方根据边界条约第三条第二款的规定，确定两国海上分界线为：从鸭绿江口江海分界线上的东经124度10分06秒、北纬39度49分41秒的一点起，以直线连接东经124度09分18秒、北纬39度43分39秒的一点，再从东经124度09分18秒、北纬39度43分39秒的一点起，以直线经过东经124度06分31秒、北纬39度31分51秒的一点直到公海止

### 岛屿领土及相应领海争议

#### 与中华民国（中国大陆称“台湾地区”）
由于中国大陆官方宣称中华民国实控地区的主权，因此金门、澎湖群岛、东沙群岛、台湾岛均被视为中国大陆实控领土来划分领海。但2018年10月15日，隶属于美國海軍研究辦公室的科學研究船“汤玛斯号”進入高雄港停靠，未知会大陆官方，未见大陆方面有军事回应。

## 军事
外国军用船舶进入中华人民共和国领海，须经中华人民共和国政府批准。

### 中国称外国军舰闯入领海事件列表
| 时间          | 闯入者                   | 应对                   |
| ------------- | ------------------------ | ---------------------- |
| 2020年10月9日 | 美国海军麦凯恩号驱逐舰   | 跟踪监视并予以警告驱离 |
| 2021年2月5日  | 美国海军麦凯恩号驱逐舰   | 跟踪监视并予以警告驱离 |
| 2021年5月20日 | 美国海军威尔伯号驱逐舰   | 跟踪监视并予以警告驱离 |
| 2021年7月12日 | 美国海军本福德号驱逐舰   | 跟踪监视并予以警告驱离 |
| 2022年1月20日 | 美国海军本福德号驱逐舰   | 跟踪监视并予以警告驱离 |
| 2022年7月13日 | 美国海军本福德号驱逐舰   | 跟踪监视并予以警告驱离 |
| 2023年3月23日 | 美国海军米利厄斯号驱逐舰 | 跟踪监视并予以警告驱离 |

## 历史
中国在1982年12月签署《联合国海洋法公约》、1996年批准《公约》。

### 有关法律和声明
1958年9月4日发布的《中华人民共和国政府关于领海的声明》
1962年10月12日签订的《中华人民共和国和朝鲜民主主义人民共和国边界条约》
1992年2月25日实施的《中华人民共和国领海及毗连区法》
1996年5月15日发布的《中华人民共和国政府关于中华人民共和国领海基线的声明》
2012年9月10日发布的《中华人民共和国政府关于钓鱼岛及其附属岛屿领海基线的声明》